# Ilie Sârbu
Ilie Sârbu (ur. 26 maja 1950 w miejscowości Obreja w okręgu Caraș-Severin) – rumuński polityk, teolog prawosławny i ekonomista, parlamentarzysta, minister rolnictwa (2000–2004, 2008–2009) oraz przewodniczący Senatu (2008).

## Życiorys
Absolwent teologii w Institutul Teologic Sibiu (1975) i zarządzania na Universitatea din Craiova (1998). Kształcił się również m.in. w Genewie w zakresie teologii. Pracował jako wykładowca w seminarium duchownym w Caransebeș, w latach 1978–1981 był dyrektorem tej instytucji. Później do 1991 był doradcą ekonomicznym metropolii Banat Rumuńskiego Kościoła Prawosławnego. W latach 90. zajmował stanowisko dyrektora generalnego koncernu rolnego Fangmeier AgroImpex.
W 1993 dołączył do postkomunistycznej Partii Socjaldemokracji w Rumunii (PDSR), w 2001 przekształconej w Partię Socjaldemokratyczną (PSD). W 2000 pełnił funkcję przewodniczącego rady okręgu Temesz. Był przewodniczącym struktur okręgowych PSD (2004–2010) i wiceprezesem struktur krajowych partii (2005–2010).
W 2004, 2008 i 2012 wybierany w skład Senatu, od października do grudnia 2008 pełnił funkcję przewodniczącego tej izby. W latach 2000–2004 i 2008–2009 sprawował urząd ministra rolnictwa w rządach, którymi kierowali Adrian Năstase i Emil Boc. Od 2010 przewodniczył senackiej frakcji socjaldemokratów. W 2015 złożył mandat senatora w związku z powołaniem w skład Curtea de Conturi, krajowego trybunału obrachunkowego.
Jest ojcem polityk Daciany Sârbu, małżonki Victora Ponty.